# Elżbieta Romanowska
Elżbieta Agnieszka Romanowska (ur. 4 czerwca 1983 w Głogowie) – polska aktorka teatralna i filmowa, prezenterka telewizyjna i spikerka.

## Życiorys
Urodziła się w Głogowie. Jest córką Bogusławy i Daniela Romanowskich, nauczycielki geografii i WF-u oraz policjanta. Od drugiego roku życia mieszkała w Szczecinie: początkowo na Grabowie, a następnie na Prawobrzeżu. Jest absolwentką szczecińskiego XVI LO
oraz Wydziału Aktorskiego we Wrocławiu Państwowej Wyższej Szkoły Teatralnej w Krakowie (2007).
W latach 1999–2001 występowała w musicalach wystawianych przez Operę na Zamku w Szczecinie w roli Velmy w West Side Story w reż. Leszka Czarnoty oraz w Musical Show Melodie Broadwayu w reż. Barry’ego Solone. Grała w gdyńskim teatrze muzycznym w Jesus Christ Superstar (reż. Maciej Korwin, 2002) i w Pułapce w Teatrze Juliusza Słowackiego w Krakowie (reż. Krzysztof Babicki, 2006). Wzięła udział w spektaklu Opherafolia, który miał premierę na 27 Przeglądzie Piosenki Aktorskiej we Wrocławiu. We wrocławskim Teatrze Współczesnym zagrała Rowan w Małym kominiarczyku (reż. Jerzy Bielunas, 2005). W 2008 zajęła szóste miejsce w czwartej edycji programu Jak oni śpiewają.
Szerszą rozpoznawalność zyskała, wcielając się w rolę Joli w serialu TVP1 Ranczo (2008–2016). Zagrała jedną z głównych ról w serialu Polsatu 2XL (2013). Od 2016 gra Aldonę w serialu TVP2 Barwy Szczęścia.
Do 2015 pracowała w teatrze muzycznym Capitol we Wrocławiu. Współpracowała też z Teatrem Współczesnym we Wrocławiu, Teatrem Piosenki we Wrocławiu, Teatrem im. Juliusza Słowackiego w Krakowie. W 2016 zajęła drugie miejsce w piątej edycji programu Dancing with the Stars. Taniec z gwiazdami i poprowadziła drugi sezon programu Grzeszki na widelcu, a za działalność w mediach została nominowana do zdobycia Gwiazdy Plejady w kategorii „Nadzieja Plejady”. W 2019 zajęła trzecie miejsce w finale 11. edycji programu Twoja twarz brzmi znajomo.
Od 2016 współprowadzi z Rafałem Maserakiem „Festiwal weselnych przebojów” organizowany przez telewizję Polsat. W latach 2020–2021 była gospodynią programu rozrywkowego TVP2 Anything Goes. Ale jazda!. W 2021 wraz z Mariuszem Kałamagą została prowadzącą programu typu reality show Fort Boyard, który jest dostępny za pośrednictwem platformy Viaplay Polska. Od 2023 jest prowadzącą program Polsatu Nasz nowy dom.

## Filmografia
| Filmy |                                    |                                      |                |
| Rok   | Tytuł                              | Rola                                 | Uwagi          |
| 2003  | Biwak                              | Kaśka                                | etiuda szkolna |
| 2008  | Mała wielka miłość                 | Marzena                              |                |
| 2009  | Zgorszenie publiczne               | Motylek, siostrzenica Lucy           |                |
| 2009  | Zero                               |                                      |                |
| 2010  | Ciacho                             | pielęgniarka                         |                |
| 2011  | Och, Karol 2                       | puszysta kobieta                     |                |
| 2011  | Jak się pozbyć cellulitu           | żona Krystiana                       |                |
| 2011  | Baby są jakieś inne                | strażniczka przyrody                 |                |
| 2011  | 1920 Bitwa warszawska              | gwałcona dojarka                     |                |
| 2012  | Pokłosie                           | barmanka w lokalu                    |                |
| 2012  | Pojedynek                          |                                      | etiuda szkolna |
| 2012  | Dzień kobiet                       | Monia                                |                |
| 2016  | Wspomnienie lata                   | matka Kuby                           |                |
| 2017  | Porady na zdrady                   | Ilona, uczestniczka warsztatów       |                |
| 2019  | Miszmasz, czyli kogel-mogel 3      | recepcjonistka w rezydencji „Palast” |                |
| 2019  | Futro z misia                      | komendantka                          |                |
| 2022  | Koniec świata, czyli kogel-mogel 4 | recepcjonistka w rezydencji „Palast” |                |

| Produkcje telewizyjne |                                  |                                                   |                                                          |
| Rok                   | Tytuł                            | Rola                                              | Uwagi                                                    |
| 2002                  | Samo życie                       | kelnerka                                          | serial telewizyjny, odcinek: 88                          |
| 2003                  | Na Wspólnej                      | Pamela                                            | serial telewizyjny, odcinki: 20-22, 26-28, 31            |
| 2004                  | Pierwsza miłość                  | pielęgniarka w gminnym ośrodku zdrowia w Wadlewie | serial telewizyjny, odcinek: 52                          |
| 2006                  | Na dobre i na złe                | Basia Osiak                                       | serial telewizyjny, odcinki: 276, 278                    |
| 2007                  | Na Wspólnej                      | Pamela                                            | serial telewizyjny, odcinki: 862, 875                    |
| 2007                  | Twarzą w twarz                   | strażniczka                                       | serial telewizyjny, odcinki: 6-8                         |
| 2007                  | Sex FM                           | Marzanna Bułecka                                  | serial telewizyjny                                       |
| 2008–2016             | Ranczo                           | Jolanta Pietrek                                   | serial telewizyjny                                       |
| 2008                  | Ojciec Mateusz                   | Anna, narzeczona Paszyńskiego                     | serial telewizyjny, odcinek: 11                          |
| 2008                  | Mała wielka miłość               | Marzena                                           | serial telewizyjny, odcinki: 3, 4                        |
| 2008                  | Glina                            | Lidia Górska, koleżanka Justyny                   | serial telewizyjny, odcinek: 18                          |
| 2009                  | M jak miłość                     | ciężarna Bogusia                                  | serial telewizyjny, odcinki: 691, 692, 695, 696          |
| 2009                  | Do wesela się zagoi              | klientka                                          | serial telewizyjny                                       |
| 2009                  | BrzydUla                         | Aldona Turek, siostra Adama                       | serial telewizyjny, odcinki: 228, 229                    |
| 2010                  | Usta usta                        | policjantka Ela                                   | serial telewizyjny, odcinek: 1                           |
| 2010                  | Ratownicy                        | kelnerka Jadźka                                   | serial telewizyjny, odcinki: 1, 3, 5, 6, 10, 12, 13      |
| 2010                  | Licencja na wychowanie           | Kasia                                             | serial telewizyjny, odcinek: 10                          |
| 2011                  | Świat według Kiepskich           | Luśka                                             | serial telewizyjny, odcinek: 374                         |
| 2011                  | Przepis na życie                 | nauczycielka wf-u                                 | serial telewizyjny, odcinek: 21                          |
| 2012                  | Reguły gry                       | panna młoda                                       | serial telewizyjny, odcinek: 12                          |
| 2012                  | Prawo Agaty                      | Maja Lipiec                                       | serial telewizyjny, odcinek: 12                          |
| 2012                  | Ja to mam szczęście!             | Paula, dziewczyna Tadeusza                        | serial telewizyjny, odcinek: 13                          |
| 2012                  | Hotel 52                         | Hanna, kandydatka „wyzywająca”                    | serial telewizyjny, odcinek: 69                          |
| 2012                  | Piąty Stadion                    | kobieta                                           | serial telewizyjny, odcinek: 35                          |
| 2012                  | Komornicy                        | Katarzyna Domaszewska                             | serial telewizyjny z cyklu „Prawdziwe życie”, odcinek: 4 |
| 2013–2014             | Słodkie życie                    | Klara, partnerka Jurka                            | serial telewizyjny, odcinki: 1, 2, 9, 11, 13             |
| 2013                  | Ojciec Mateusz                   | Marta Góralska, żona Wiktora                      | serial telewizyjny, odcinek: 118                         |
| 2013                  | Miasteczko Harmider              | Miś                                               | widowisko telewizyjne                                    |
| 2013                  | 2XL                              | Agata Dec                                         | serial telewizyjny                                       |
| 2014                  | Wielka płyta 1972 – 2018         | Małgorzata                                        | widowisko telewizyjne                                    |
| 2014                  | Sama słodycz                     | Danuta, uczestniczka „randki w ciemno”            | serial telewizyjny, odcinek: 1                           |
| 2015                  | Zakład Doświadczalny Solidarność | mama Grażyny                                      | spektakl telewizyjny                                     |
| 2015                  | Wizyta                           | Kaśka                                             | spektakl telewizyjny                                     |
| 2015                  | Świat według Kiepskich           | kobieta w maglu                                   | serial telewizyjny, odcinek: 460                         |
| 2015–obecnie          | Pierwsza miłość                  | Karolina Kazan-Krojewicz                          | serial telewizyjny                                       |
| 2016                  | Ojciec Mateusz                   | Sylwia Śliwiak                                    | serial telewizyjny, odcinek: 208                         |
| 2016                  | Na dobre i na złe                | Pola                                              | serial telewizyjny, odcinek: 649                         |
| 2016–obecnie          | Barwy szczęścia                  | Aldona Grzelak, żona Borysa                       | serial telewizyjny                                       |
| 2017                  | Zakład karny – o stówę           | pielęgniarka                                      | spektakl telewizyjny                                     |
| 2017–2020             | W rytmie serca                   | recepcjonistka Ewa Grabińska                      | serial telewizyjny                                       |
| 2018                  | Blondynka                        | Jadźka Sikorowa                                   | serial telewizyjny, odcinki: 84, 85, 87, 89, 90          |
| 2018                  | Świat według Kiepskich           | Gesslerowa                                        | serial telewizyjny, odcinek: 537                         |
| 2019                  | Za marzenia                      | kuratorka Eliza Tyfus                             | serial telewizyjny, odcinek: 19                          |
| 2021                  | Tatuśkowie                       | Irena Jakubiec                                    | serial telewizyjny, odcinki: 56-60, 65-69                |
| 2021–2022             | BrzydUla                         | Aldona Turek, siostra Adama                       | serial telewizyjny                                       |
| 2023                  | Swaci                            |                                                   | serial telewizyjny                                       |

| Dubbing |                                  |          |       |
| Rok     | Tytuł                            | Rola     | Uwagi |
| 2014    | Noc w muzeum: Tajemnica grobowca | Tilly    |       |
| 2016    | Kung Fu Panda 3                  | Mei Mei  |       |
| 2021    | Luca                             | Maggiore |       |